# Щен из созвездия Гончих Псов
«Щен из созвездия Гончих Псов» — художественный фильм по мотивам одноимённой повести Лилии Неменовой.

## Сюжет
В созвездии Гончих Псов происходит необычное явление — исчезает звезда, и тут же на Земле, в провинциальном советском городе появляется щенок — как оказалось, разумный и умеющий говорить. Его хозяином становится молодой специалист Солдатов, у которого всё не ладится на работе, что вызывает ненависть к нему коллег. Солдатов называет щенка Щеном, а тот, в свою очередь, Солдатова — Рыжиком.
Взяв однажды Щена на работу, Солдатов наблюдает удивительную картину: все перестают его ненавидеть, всех переполняет любовь — к Щену, к нему, к жизни вообще. Единственный человек, не подверженный позитивному влиянию Щена, — непосредственный начальник Солдатова.

## В ролях
- Борис Шувалов — Солдатов
- Евгения Добровольская — Лида
- Валерий Носик — отец Лиды
- Любовь Полищук — мать Лиды
- Спартак Мишулин — директор магазина
- Николай Парфёнов — сосед
- Инна Выходцева — соседка
- Виктор Филиппов — милиционер
- Валентин Смирнитский — главный редактор
- Александр Лазарев мл. — Филипп
- Валерий Немешаев — Стёпа
- Станислав Стрелков — Ося
- Марина Устименко — Нина

## Съёмочная группа
- Автор сценария: Эдуард Гаврилов
- Режиссёр: Эдуард Гаврилов
- Оператор: Эдуард Гаврилов, Инна Зарафьян
- Художник: Анатолий Анфилов
- Балетмейстер: Борис Моисеев